# Digger T. Rock
Digger T. Rock (The Legend of the Lost City starring Digger T. Rock sur l'écran de titre) est un jeu vidéo de labyrinthe et de plates-formes développé par Rare et édité par Milton Bradley Company, sorti en 1990 sur NES.

## Système de jeu
C'est un jeu qui s'inspire à la fois des jeux dans la lignée de Boulder Dash, à la fois des jeux de plateforme de son époque. Son originalité et d'avoir des niveaux non linéaires parcourables dans tous les sens (haut, bas, gauche, droite) donnant le sentiment d'exploration de grottes.
Il offre un système de jeu qui, sans être révolutionnaire, et assez novateur et original pour son époque, comparable à une plateforme d'aventure : nombreux items, passages secrets... Il sera toutefois reconnu comme un jeu à la difficulté élevé.